# إلكهارت (تكساس)
إلكهارت (بالإنجليزية: Elkhart, Texas)‏ هي بلدة أمريكية تقع في الولايات المتحدة في مقاطعة أندرسون (تكساس). يقدر عدد سكانها بـ 1,371 نسمة ومساحتها 4.0 كم2 و وترتفع عن سطح البحر 117 متر.

## التركيبة السكانية
حدّد مكتب تعداد الولايات المتحدة بيانات التركيبة السكانية لإلكهارت في تعداد الولايات المتحدة. في ما يلي، التركيبة السكانية حسب تعدادي 2000 و2010.

### تعداد عام 2000
بلغ عدد سكان إلكهارت 1,215 نسمة بحسب تعداد عام 2000، وبلغ عدد الأسر 473 أسرة وعدد العائلات 321 عائلة مقيمة في البلدة. في حين سجلت الكثافة السكانية 304.5 نسمة لكل كيلومتر مربع (788.7/ميل2). وبلغ عدد الوحدات السكنية 532 وحدة بمتوسط كثافة قدره 133.3 لكل كيلومتر مربع (345.2/ميل2).
وتوزع التركيب العرقي للبلدة بنسبة 89.05% من البيض و8.15% من الأمريكيين الأفارقة و0.41% من الأمريكيين الأصليين و0.82% من الأعراق الأخرى و1.56% من عرقين مختلطين أو أكثر و3.05% من الهسبانيون أو اللاتينيون من أي عرق.
بلغ عدد الأسر 473 أسرة كانت نسبة 36.6% منها لديها أطفال تحت سن الثامنة عشر تعيش معهم، وبلغت نسبة الأزواج القاطنين مع بعضهم البعض 49.5% من أصل المجموع الكلي للأسر، ونسبة 13.3% من الأسر كان لديها معيلات من الإناث دون وجود شريك،  بينما كانت نسبة 5.1% من الأسر لديها معيلون من الذكور دون وجود شريكة وكانت نسبة 32.1% من غير العائلات. تألفت نسبة 31.3% من أصل جميع الأسر من عدة أفراد يعيشون في نفس المنزل ونسبة 19.5% كانت تتألف من شخص يعيش بمفرده يبلغ من العمر 65 عاماً أو أكثر. وبلغ متوسط حجم الأسرة المعيشية 2.38، أما متوسط حجم العائلات فبلغ 2.97.
بلغ العمر الوسطي للسكان 41.8 عاماً. وكانت نسبة 25.4% من القاطنين تحت سن الثامنة عشر، وكانت نسبة 6.8% بين الثامنة عشر والرابعة والعشرين عاماً، ونسبة 20% كانت واقعةً في الفئة العمرية ما بين الخامسة والعشرين والرابعة والأربعين عاماً، ونسبة 22.6% كانت ما بين الخامسة والأربعين والرابعة والستين، ونسبة 17.8% كانت ضمن فئة الخامسة والستين عاماً فما فوق. يوجد لكل 100 أنثى 80.7 ذكر، ويوجد لكل 100 أنثى في الثامنة عشر من عمرها فما فوق 77.6 ذكر.
بلغ متوسط دخل الأسرة في البلدة 25,927 دولارًا، أما متوسط دخل العائلة فبلغ 33,977 دولارًا. وكان متوسط دخل الذكور 27,841 دولارًا مقابل 21,705 دولارًا للإناث. وسجل دخل الفرد الخاص بالبلدة 13,809 دولارًا. وكانت نسبة 12.9% من العائلات ونسبة 20% من السكان تحت خط الفقر، وكان من هؤلاء نسبة 25.6% تحت سن الثامنة عشر ونسبة 32.5% في الخامسة والستين من العمر وما فوق.

### تعداد عام 2010
بلغ عدد سكان إلكهارت 1,371 نسمة بحسب تعداد عام 2010، وبلغ عدد الأسر 473 أسرة وعدد العائلات 342 عائلة مقيمة في البلدة. في حين سجلت الكثافة السكانية 343.6 نسمة لكل كيلومتر مربع (889.9/ميل2). وبلغ عدد الوحدات السكنية 549 وحدة بمتوسط كثافة قدره 137.6 لكل كيلومتر مربع (356.4/ميل2).
وتوزع التركيب العرقي للبلدة بنسبة 84.03% من البيض و9.34% من الأمريكيين الأفارقة و1.02% من الأمريكيين الأصليين و0.22% من الأمريكيين ذوي الأصول الآسيوية و2.70% من الأعراق الأخرى و2.70% من عرقين مختلطين أو أكثر و8.24% من الهسبانيون أو اللاتينيون من أي عرق.
بلغ عدد الأسر 473 أسرة كانت نسبة 44.8% منها لديها أطفال تحت سن الثامنة عشر تعيش معهم، وبلغت نسبة الأزواج القاطنين مع بعضهم البعض 43.1% من أصل المجموع الكلي للأسر، ونسبة 22.2% من الأسر كان لديها معيلات من الإناث دون وجود شريك،  بينما كانت نسبة 7% من الأسر لديها معيلون من الذكور دون وجود شريكة وكانت نسبة 27.7% من غير العائلات. تألفت نسبة 25.6% من أصل جميع الأسر من عدة أفراد يعيشون في نفس المنزل ونسبة 14.4% كانت تتألف من شخص يعيش بمفرده يبلغ من العمر 65 عاماً أو أكثر. وبلغ متوسط حجم الأسرة المعيشية 2.75، أما متوسط حجم العائلات فبلغ 3.27.
بلغ العمر الوسطي للسكان 35.4 عاماً. وكانت نسبة 31.1% من القاطنين تحت سن الثامنة عشر، وكانت نسبة 8% بين الثامنة عشر والرابعة والعشرين عاماً، ونسبة 21.9% كانت واقعةً في الفئة العمرية ما بين الخامسة والعشرين والرابعة والأربعين عاماً، ونسبة 20.6% كانت ما بين الخامسة والأربعين والرابعة والستين، ونسبة 18.3% كانت ضمن فئة الخامسة والستين عاماً فما فوق. وتوزع التركيب الجنسي للسكان بنسبة 48.1% ذكور و51.9% إناث.

## أعلام
- تاي شيريدان